# Tlalcomulco
Tlalcomulco är en ort i Mexiko.   Den ligger i kommunen Ahuacuotzingo och delstaten Guerrero, i den sydöstra delen av landet, 190 km söder om huvudstaden Mexico City. Tlalcomulco ligger 1 225 meter över havet och antalet invånare är 650.
Terrängen runt Tlalcomulco är kuperad åt nordväst, men åt sydost är den bergig. Runt Tlalcomulco är det glesbefolkat, med 20 invånare per kvadratkilometer. Närmaste större samhälle är Chilapa de Alvarez, 19,1 km sydväst om Tlalcomulco. I omgivningarna runt Tlalcomulco växer huvudsakligen savannskog.